# Polsko-litevská válka

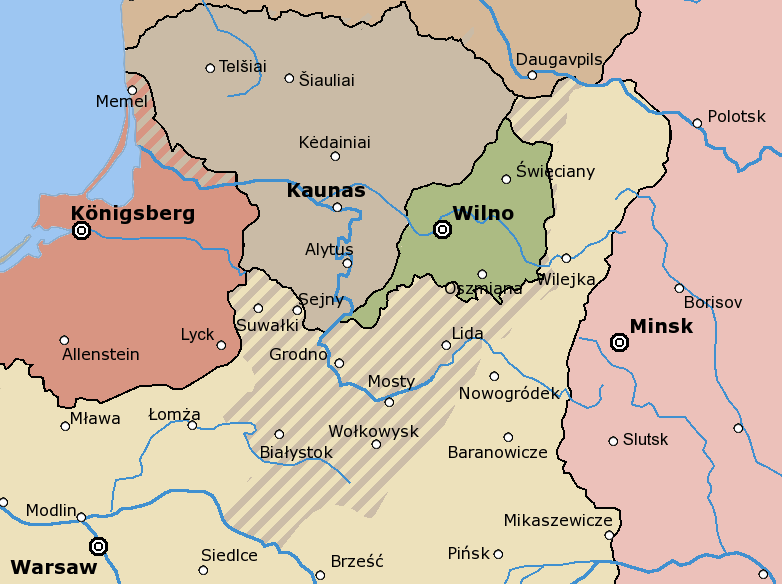
Mapa ukazující území nárokovaná Polskem i Litvou, Střední Litvu (připojenou nakonec k Polsku) a polsko-litevské hranice po roce 1922

Polsko-litevská válka bylo vojenské střetnutí Polska a Litvy o oblast Suvalek a Vilensko, probíhající od srpna 1920 do 7. října 1920.
Střetnutí skončilo uzavřením smlouvy o dočasné demarkační čáře, kterou se Vilnius přiznával Litvě a Suvalky Polsku. Po uzavření příměří však vypukla předstíraná vzpoura části polských oddílů, které obsadily Vilnius a vyhlásily loutkový stát Střední Litva, který byl v roce 1922 připojen k Polsku.

## Rámec událostí

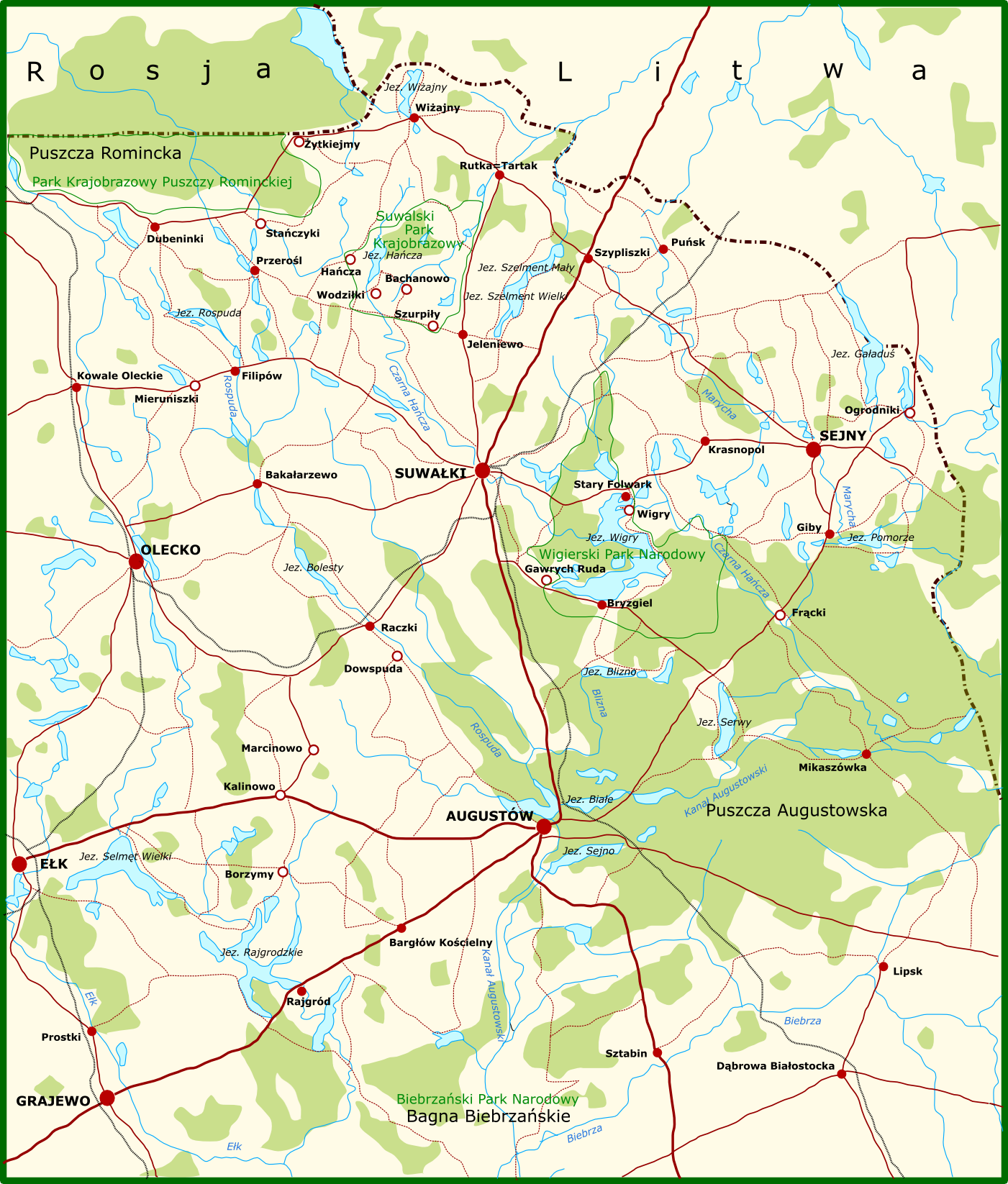
Oblast Suvalek

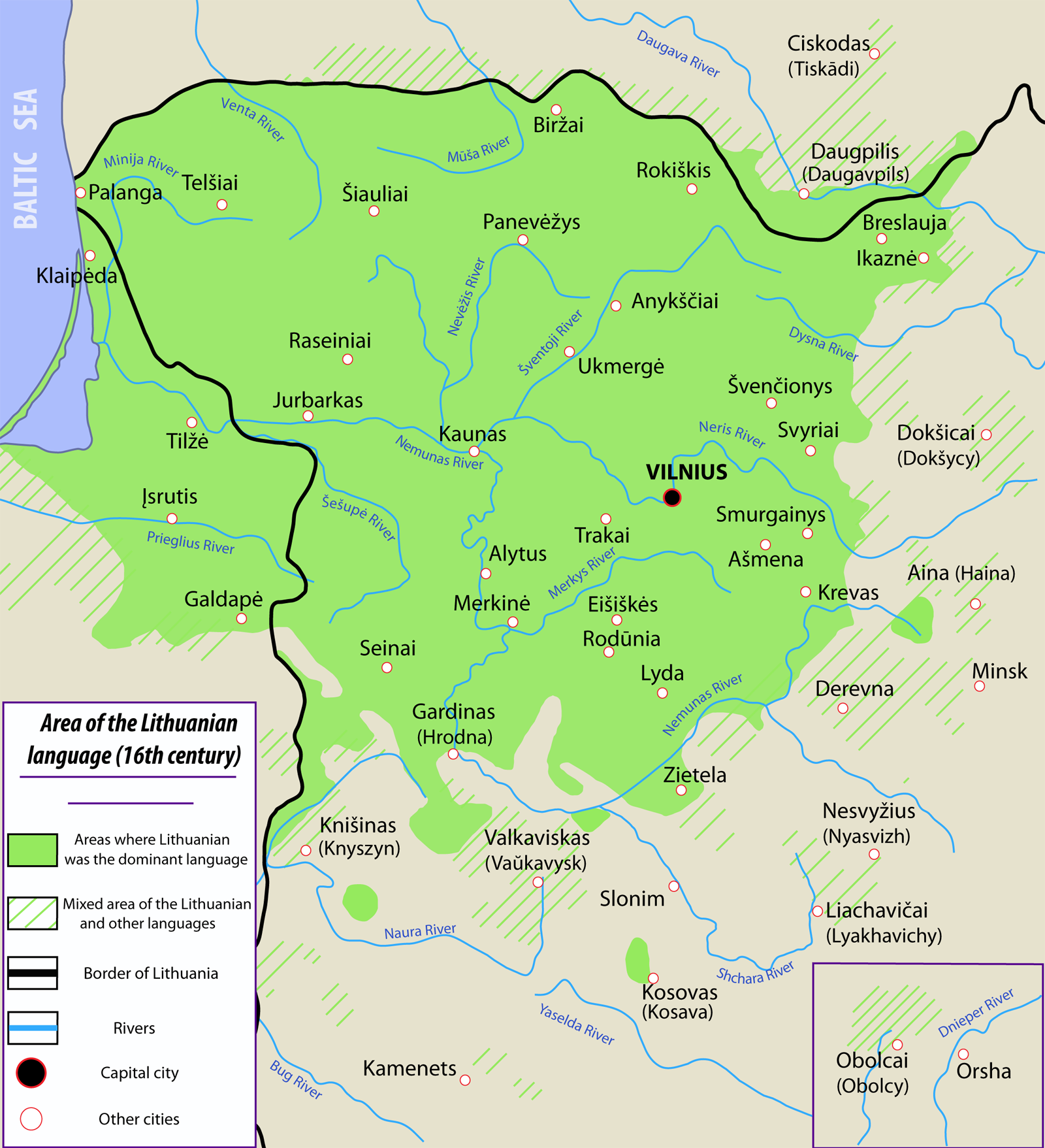
Rozšíření litevštiny v 16. století

Demarkační linie: světlezelená první linie navržená Dohodou, tmavozelená Fochova linie, oranžová linie po skončení bojů, tmavě oranžová meziválečné polsko-litevské hranice, fialová dnešní hranice států

Před první světovou válkou bylo Vilensko a oblast Suvalek součástí Ruské říše, kam se dostaly po dělení polsko-litevského soustátí mezi Německo, Rakousko a Rusko.
Po skončení první světové války vznikly samostatné Polsko a Litva. Polské představy sahaly od federalistických koncepcí Józefa Piłsudského (tzv. Mezimoří – svazek Polska, Ukrajiny, Litvy a Běloruska pod vedením Poláků) po představy národních demokratů Romana Dmowského o Polsku v hranicích polsko-litevského soustátí z roku 1772 s přičleněním Těšínska, Spiše, Oravy, německé části Horního Slezska, Západního Pruska a části Východního Pruska (tzv. linie Dmowského). Samostatnou Litvu odmítali polští politici jako údajný umělý výtvor německého obsazení během první světové války vzít na vědomí a polští národní demokraté zcela odmítal připustit myšlenku svébytné Litvy, kterou považovali pouze za jeden z polských regionů.
Litevci požadovali obnovení litevského státu sice nikoliv v jeho historickém rozsahu (tzn. včetně Běloruska a Latgalska), ale v etnických hranicích litevského národa v 16. století. Etnickou expanzi Poláků v 17. až 19. století odmítali vzít na vědomí a polsky hovořící obyvatelstvo žijící na požadovaném území považovali za pouze zpolonizované Litevce.
Nároky obou států se střetly zejména v etnicky smíšených oblastech Suvalek a Vilenska. Hlavním bodem sporu bylo město Vilnius (polsky Wilno), ve kterém žilo podle sčítání lidu provedeném německou okupační správou v roce 1916 50,15 % Poláků, 43,5 % Židů, 2,6 % Litevců, 1,46 % Rusů, 1,36 % Bělorusů a 0,72 % Němců. Venkovské obyvatelstvo bylo z velké části národnostně neuvědomělé, označovalo se prostě za „zdejší“. Mnozí považovali svou katolickou víru za synonymum své příslušnosti k polskému národu, i když jejich nářečí běloruštiny s polskými jazykovými prvky bylo od vlastní polštiny vzdálené. Na Vilensku žilo též mnoho Bělorusů a Židů, jejichž představitelé byli nakloněni spíše začlenění do litevského státu, než do Polska, které slibovalo menší možnosti jejich autonomního rozvoje.
Během 1. světové války bylo území dnešní Litvy, Polska a Běloruska obsazeno Německem. Po ukončení bojů a kolapsu Německa na západě, na východě nadále fungovala silná německá armáda. Výsledkem smluv uzavírajících válku Němci se museli z území obsazených na východě stáhnout. V Polsku a v Litvě místní obyvatelstvo začalo přebírat vládu a utvářet vlastní národní stát, ale v té době pouze na těch územích, na kterých dané etnikum tvořilo rozhodující většinu obyvatelstva. Na Vilensku většinu obyvatelstva tvořili Poláci, kteří vytvořili oddíly domobrany, ovládli oblast a proklamovali připojení k Polsku, ale od vlastního Polska je odděloval pás území ovládaný stále ještě německou armádou (německé oddíly se tamtudy stahovaly z východu). Než Němci vyklidili prostor dorazila na Vilensko z východu Rudá armáda a obsadila ho. 

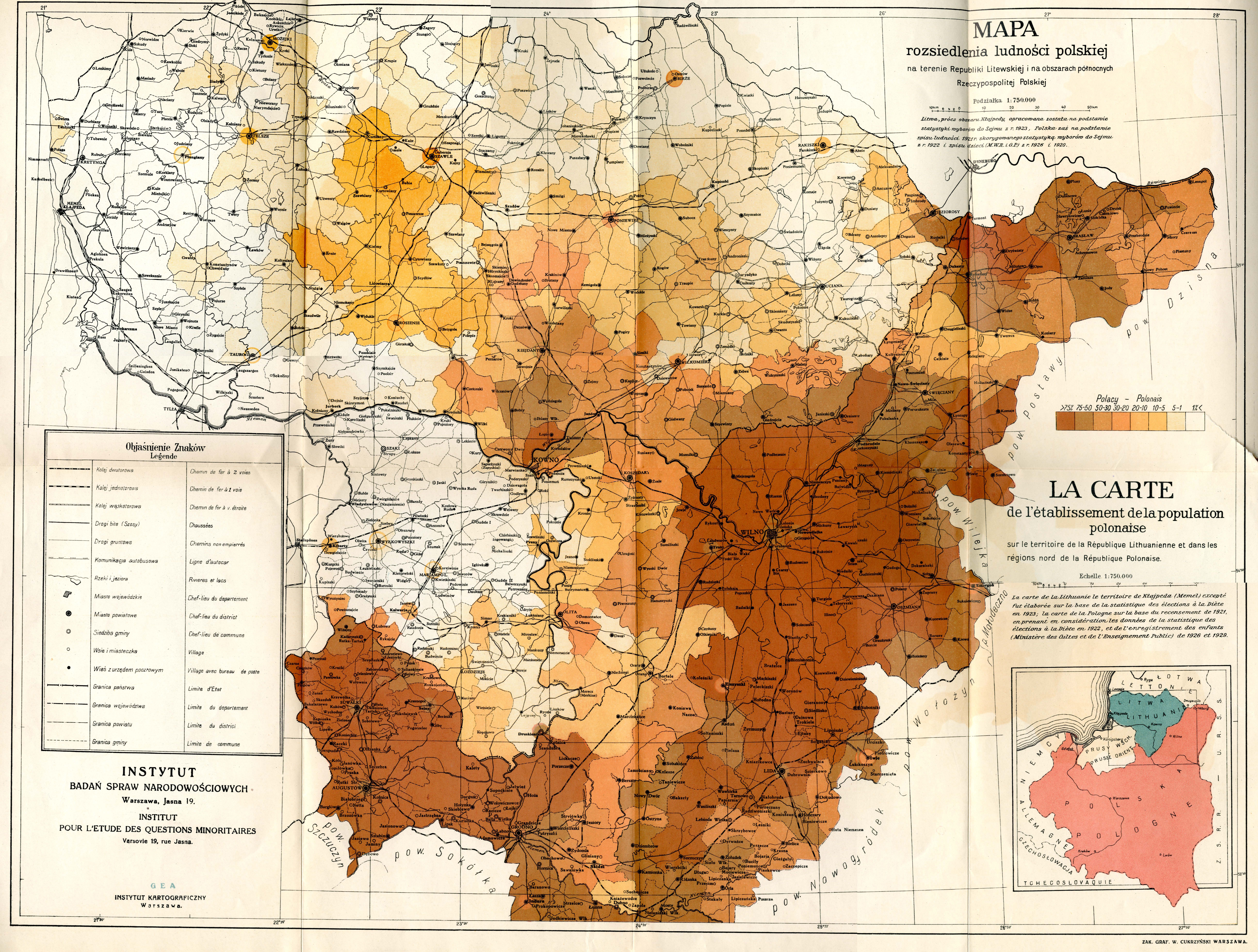
Poláci žijící v Litvě a na Vilensku (1921-1929).

Brzy poté vypukla polsko-sovětská válka a Rudá armáda byla polskými vojsky z Vilenska vytlačena. Po protržení fronty na Ukrajině se polská armáda stáhla daleko na západ a Vilensko bylo opět obsazeno Sovětským Ruskem. Během bojů Litva oficiálně zachovala neutralitu, ale fakticky pomáhala sovětské straně (12. července 1920 uzavřela Litva a Sovětské Rusko mírovou smlouvu, kterou bylo Vilensko přiznáno Litvě za Litevci slíbené povolení průchodu jednotek Rudé armády přes území Litvy). V červenci se dokonce litevská vojska účastnila bojů proti Polákům u Troků a Landvarova. Za litevské služby po sovětské porážce u Varšavy Sovětský svaz umožnil Litvě obsadit Vilensko (Na konci srpna Sovětské Rusko Litvě Vilnius skutečně předalo a ta jej 26. srpna 1920 vyhlásila za své hlavní město). Polská vojska pronásledující prchající rudou armádu brzy narazila na Vilensku na litevské síly. Bez ohledu na to, že mezi Polskem a Litvou už proběhly boje na Suvalsku (Litva využila polského oslabení a obsadila oblast Suvalek, odkud byla ale na přelomu srpna a září za polské protiofenzívy vytlačena zpět za Fochovu linii.), Polsko prozatím proti litevským vojskům na Vilensku nepodniklo žádné kroky. To se ovšem brzy změnilo. Z ohledu na dohodové mocnosti, které se diplomaticky angažovaly v řešení polsko-litevského střetu a probíhajícím jednáním Polsko nechtělo proti Litvě zasáhnout bezprostředně. Před poražením sovětských vojsk, během nezastavitelné ofenzivy rudé armády bylo Polsko přinuceno západními mocnostmi ustoupit Litvě a ostatním sousedům za příslib pomoci. 13. července 1920 polská delegace podepsala úmluvu o přenechání Vilniusu Litvě, konečné rozhodnutí však mělo příslušet Nejvyšší spojenecké radě. 7. října 1920 (výsledek konference v Spa) podepsalo Polsko a Litva v Suvalkách smlouvu o dočasné demarkační linii, podle které se Vilnius nacházel na litevské straně. Ovšem diplomaticky západní mocnosti v Moskvě ničeho nedosáhly a jejich vojenská pomoc do Polska nikdy nedorazila. V konečném důsledku Polsko porazilo Sovětský svaz vlastními prostředky. Polský generál Lucjan Żeligowski, pocházející z Vilenska (stejně jako vůdce Polska Józef Piłsudský), dostal od svého vrchního velení rozkaz vyvolat "vzpouru" svých jednotek a vytlačit ze svého rodného Vilenska litevská vojska. Želigovský rozkaz splnil. Polská operace byla odsouzena Spojeným královstvím (Britové v té době stáli proti Polsku ve všech věcech týkajících se otázky hranic) i Francií a polská vláda se od ní formálně distancovala. Želigovský vyhlásil na Vilensku samostatný stát Střední Litva (polsky Litwa Środkowa). Po úspěšné operaci Piłsudský nabídl litevské vládě uznání Vilniusu za litevské území za její souhlas s vytvořením polsko-litevské federace a obrátil se na obyvatelstvo deklarací Obyvatelům bývalého velkoknížectví litevského. Současně však polští národní demokrati chápali Litvu jen jako polský region a požadovali její bezprostřední včlenění do polského státu.. Litevská vláda federaci odmítala (nejen z ohledu na názory Dmowského politické strany, důležitou roli zde hrál také litevský nacionalismus). Kroky polské správy Vilenska, které upevňovaly pozici Poláků brzy rozhovory zcela zastavily. Mezi Polskem a Litvou narůstala propast, prohloubená i polským pokusem vyvolat povstání a svrhnout litevskou vládu. Spor se snažila neúspěšně řešit i Dohoda, která stanovila několik demarkačních linií. Tyto linie ponechávaly Vilnius a pás strategické železnice do Daugavpilsu Polsku.

## Průběh bojů před akcí Želigovského
12. července 1920 uzavřela Litva a Sovětské Rusko mírovou smlouvu, ve které sovětské Rusko slibovalo předat Vilensko Litvě (za povolení průchodu jednotek Rudé armády přes území Litvy). 15. července 1920 Rudá armáda dobyla na Polácích v protiofenzívě Vilnius. Bojů proti polské armádě se téhdy na Vilensku účastnily také litevské oddíly. Litevská vláda sice vyhlásila v rusko-polské válce neutralitu, ale tu nedodržovala. Současně Litva využila polského oslabení a obsadila oblast Suvalek, odkud byla ale na přelomu srpna a září za polské protiofenzívy vytlačena zpět za Fochovu linii. Na konci srpna Sovětské Rusko těsně před příchodem polských vojsk Litvě Vilnius předalo a ta jej 26. srpna 1920 vyhlásila za své hlavní město. Dohodové mocnosti souhlasily s připojením Vilniusu k Litvě (zejména Britové – viz jednání ve Spa).

## Żeligowského povstání a Střední Litva
8. října 1920 na rozkaz polského vůdce Józefa Piłsudského polský generál Lucjan Żeligowski provedl předstíranou vzpouru a brzy obsadil Litevci slabě hájený Vilnius. Na Vilensku vyhlásil samostatný stát Střední Litva (polsky Litwa Środkowa). Polská vojenská operace byla odsouzena Spojeným královstvím i Francií a polská vláda se od ní formálně distancovala. Boje pokračovaly do druhé poloviny listopadu 1920. Żeligowského jízda pronikla až na střední Litvu, 50 kilometrů od Kaunasu a Lotyšsko v případě obsazení tohoto města polskými vojsky hrozilo vstupem do bojů. Poté litevská armáda Želigovského oddíly zastavila a začala je zatlačovat zpátky k Vilniusu. 21. listopadu 1920 uzavřely obě strany příměří a byla vytvořena šestikilometrová demilitarizovaná zóna mezi Vilenskem a zbytkem Litvy. "Střední Litva" (Vilensko) se v roce 1922 připojila k Polsku.

## Následky války

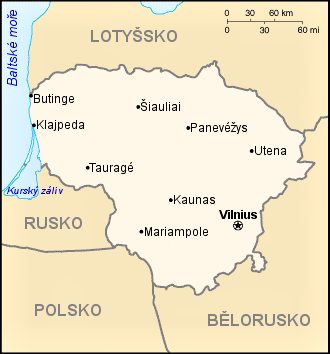
Dnešní Litva

V důsledku polsko-litevské války, Żeligowského povstání a připojení Vilniusu k Polsku došlo k trvalému vyhrocení polsko-litevských vztahů a mezi oběma státy vládlo permanentní napětí (de jure šlo o válečný stav). Litva se nadále orientovala na Sovětský svaz a na Německo, hlavní osou její zahraniční politiky bylo znovuzískání Vilniusu a „vilenská křivda“ se stala integračním faktorem litevského nacionalismu. Mezi Polskem a Litvou neexistoval žádný styk, ani doprava, Litva ve všech svých ústavách uváděla Vilnius jako své hlavní město. Tato železná opona mezi oběma státy padla až v roce 1938, kdy si Polsko vynutilo na základě ultimáta a hrozby vojenské agrese (z důvodu incidentu, během kterého přišel o život polský voják Stanisław Serafin) obnovení diplomatických styků mezi oběma státy. Litva se však ani tehdy nevzdala svého nároku na Vilnius. Při hledání příčin napjatých vztahů mezi Polskem a Litvou se ovšem zapomíná na velice silný a ostře protipolsky orientovaný litevský nacionalismus. Litevská strana nebyla ochotná Polsku ustoupit v žádné sporné otázce a polskou národnost na Vilensku a v Litvě obecně neuznávala. I když Litva neustále Polsko obviňovala z popolšťování Litevců, tak v Litvě samotné byli Poláci vystaveni agresivnímu politevštění a početná polská komunita tam byla zcela asimilována. Během 2. světové války bylo Vilensko obsazeno Sovětským svazem (sovětský útok na Polsko 17. září 1939). Nedlouho poté Sovětský svaz opět předal Vilensko Litvě, ale vzápětí celou Litvu vojensky obsadil a následně anektoval v podobě Litevské SSR. Po německém útoku na Sovětský svaz v červnu 1941 byla Litva nacisty obsazena. V této době litevští nacionalisté provedli několik masových masakrů na židovském a polském obyvatelstvu Vilenska (Masakr v Ponarech). Dnes je Vilensko součástí Litvy a žije zde polská menšina. Polsko a Litva jsou současně spojenci a společně s Ukrajinou spolupracují proti ruské politice, ale nacionalistické kroky litevské vlády proti polské menšině na Vilensku jsou častým předmětem napětí mezi Polskem a Litvou.